# Ptičie
Ptičie (in ungherese Peticse, in tedesco Gebelsdorf) è un comune della Slovacchia facente parte del distretto di Humenné, nella regione di Prešov.